# Somos de calle
«Somos De Calle» es el primer sencillo promocional del álbum del cantante Daddy Yankee. También fue lanzado en parte de la película Talento de Barrio como un tema hecho por el músico Edgar Dinero, protagonizado por Daddy Yankee.

## Canción
Esta canción le abrió las puertas al álbum "Talento de barrio (Soundtrack)". La canción subió a los primeros puestos rápidamente, ya que agrado el tema urbano y callejero, y se volvió a sentir el Daddy Yankee que era antes de "El Cartel III: The Big Boss", remontándose a sus orígenes de Rap callejero en vez del Reggaeton.

## Remix
El Remix.
```
es la reunión de los más "calle" del Reggaeton de la nueva y vieja escuela del género.
```

En la canción intervienen Arcángel, quien hace la introducción al tema y ha sido uno de los más grandes exponentes de la nueva escuela, llegando a ser llamado "la maravilla" ;De la Ghetto, quien ha sido de igual manera de los mejores exponentes de la "nueva cosecha" del género, llegando a ser llamado "La Masacre Musical" ;Guelo Star "La Película Viviente", quien a prevalecido a través del tiempo, ya que es de la vieja escuela y aún está pegando temas en la discotecas junto a otros artistas; MC Ceja, quien es uno de los más grandes artistas de la vieja escuela y estuvo en los inicios del género; Julio Voltio, quien hace su aparición en la película de talento de barrio y ha sido un representante del género ante el mundo; Ñejo, quien actualmente su voz se escucha muy frecuentemente en las emisoras de radio; Chyno Nyno, quien se ha vuelto a partir de esta canción, un artista imprescindible en los Remix del género; Cosculluela, quien sin duda alguna sabe muy bien como "pegar" temas, pues con su último álbum "El príncipe" se ha hecho sentir fuertemente en el género; Baby Rasta, quien junto a "Gringo"a conformado el dúo con mayor trayectoria y resistencia del género, también estuvo Ñengo Flow sin cantar nada pues estuvieron en los inicio del género y aún están sonando fuerte y produciendo muy buena música. La pista fue producida por Echo & Diésel para El Cartel Records. Los De La Nazza remasterizaron la pista.

## Controversia
En una entrevista en 2015, el artista Rey Pirin expresó que la canción Somos de Calle, él lo produjo y contribuyó para que fuese lo que es.

## Video musical
El vídeo fue grabado en el mismo escenario donde fue grabada la película Talento de Barrio, y dirigida por el mismo director de la película mencionada. Se puede ver a Daddy Yankee caminando con varios hombres siguiéndolo detrás de él y cantando la canción. A la vez se pueden ver partes de la película.